# الکساندر بدناش
الکساندر بدناش (لهستانی: Aleksander Bednarz؛ ‏ زادهٔ ۶ ژانویه ۱۹۴۱–۲۷ ژانویه ۲۰۱۳) بازیگر، صداپیشه و کارگردان نمایش اهل لهستان است. وی بابت مشارکت‌های فرهنگی‌اش برندهٔ نشان افتخار شایستگی در فرهنگ لهستان و نشان افتخار تولد لهستان شد.
از فیلم‌ها یا مجموعه‌های تلویزیونی که وی در آن‌ها نقش داشته است، می‌توان به ماری کوری، طایفه، حوزه استحفاظی ۱۳، جادوگر، در خیابان سپولنی، ماگدا ام.، خبرچینان، در خوشی و سختی، حالا یا هرگز!، نشانه‌گذاری‌شده، قانون حقیقی، رز کوچک، کارآگاهان جنایی، امید، آنکه هرگز نزیست، اسکادران، خوک‌ها، فرار از سینما لیبرتی، اروپا اروپا، ۳۰۰ مایل تا بهشت، همه چیز درست خواهد شد، فیلمی کوتاه درباره کشتن، داگنی و مروارید دیهیم اشاره نمود.